# El otro lado de la medianoche (película de 1977)
El otro lado de la medianoche (título original The Other Side of Midnight) es una película dramática de 1977 dirigida por Charles Jarrott e interpretada, entre otros, por Susan Sarandon y Marie-France Pisier.

## Argumento
En 1939 Noelle Page se traslada de Marsella a París. En la gran ciudad es víctima de un robo y a continuación conoce a un piloto estadounidense Larry Douglas, quien la enamora y la abandona. Al poco, Noelle conoce su embarazo, pero el piloto no vuelve. Cuando comprende que nunca volverá, interrumpe su embarazo e inicia una carrera como actriz y logra el éxito al otorgar sus favores sexuales a directores y productores.
Habiéndose casado con el armador griego Constantin Demeris y, por lo tanto, habiéndose vuelto muy rica, tiene la oportunidad de vengarse de Larry, a quien rastrea y ha despedido. Larry y su esposa Cathy se mudan a Grecia, donde, sin embargo, revive la pasión con Noelle. Los dos organizan el asesinato de Cathy, que sin embargo fracasa.
De acuerdo con Cathy, Demeris, en venganza por la traición de su esposa, incrimina a los dos que, persuadidos de confesar un asesinato que no cometieron, son fusilados.

## Producción
En 1977, 20th Century Fox apostó por el éxito de esta película a costa de Star Wars, que en cambio se convirtió en un gran éxito, batiendo todos los récords de taquilla.